# Операция «Доппельгангер»
«Доппельгангер» (нем. Doppelgänger — «злой двойник») — российская кампания по дезинформации, развёрнутая после российского вторжения в Украину в 2022 году. Особенность «Доппельгангера» — широкое использование для публикации фальшивых новостей многочисленных сайтов, мимикрирующих под авторитетные национальные издания, ссылки на которые распространяют фальшивые аккаунты в «Фейсбуке», «Твиттере» и других социальных сетях. В основном, кампания была направлена на продвижение нарративов российской пропаганды об Украине, но в дальнейшем транслировала расистские, антисемитские и антиисламистские тезисы на аудиторию в США и Европе.
«Доппельгангер» также упоминался под именами RRN (по адресу одного из сайтов, который использовался для публикации дезинформации), Matriochka, Overload (по неофициальному названию подпроектов, заточенных под выпуск фальшивых видеорепортажей) и Storm 1099 / Storm 1679 (так сеть сайтов для публикации дезинформации обозначила корпорация Microsoft.

## Принципы работы
Особенностью «Доппельгангера», за которую кампания получила это неофициальное название, стало распространение дезинформации через сайты, мимикрирующие под авторитетные издания во Франции, Германии, Украине, Латвии, Италии, Великобритании, США и Польше (например, Le Monde, The Guardian, ANSA, Der Spiegel, Fox News). В отдельных случаях подделывались сайты государственных ведомств (например, МИДа Франции и МВД Германии) или международных организаций (например, НАТО). Использовался тайпсквоттинг — покупка доменных имён, отличающихся от настоящих доменной зоной.
Фальшивые медиа публиковали статьи, видео и поддельные опросы общественного мнения (результаты которых были в реальности прописаны в коде), мультфильмы, высмеивающие Владимира Зеленского и т.д. Иногда материалы одних фальшивых ресурсов перепечатывали другие сайты «Доппельгангера». Помимо клонов известны СМИ в сеть входили фальшивый фактчекинговый ресурс «Война с фейками», издание RNN (Reliable Russian News, позднее Recent Reliable News) с материалами за авторством сторонников российского режима в странах Запада и небольшие сайты, мимикрирующие под общественно-политические СМИ.
Дезинформацию с этих сайтов через комментарии, репосты и рекламные объявления скоординированно распространяли фальшивые аккаунты в «Фейсбуке», «Твиттере» и на других социальных ресурсах. Meta сообщала, что только за несколько месяцев 2022 года на рекламу в её проектах было потрачено более 100 тысяч долларов. Зачастую аккаунты использовались единожды для распространения конкретной фальшивой новости, а для новых материалов создавалась новая сеть «ботов». Чтобы обойти блокировку поддельных сайтов СМИ их адреса скрывались за цепочкой перенаправлений, а чтобы создать у пользователя впечатление оригинального ресурса, внутренние ссылки на этих сайтах вели на настоящие ресурсы изданий.
Участие России в кампании по дезинформации подтверждалось множеством признаков: неграмотно написанные тексты с огрехами машинного перевода, использование в качестве иллюстраций кадров из сюжетов российских провластных СМИ, метаданные видеозаписей (русский язык как язык системы, временные метки в российских часовых поясах, названия проектов на русском языке), регистрация доменов и хостинг сайтов через российские компании. После публикации фальшивых новостей через сеть «Доппельгангера» их активно распространяли российские посольства и культурные центры.

## История
Кампания по дезинформации была впервые выявлена неправительственной организацией EU DisinfoLab осенью 2022 года. Она же дала ей название «Доппельгангер» за использование двойников популярных сайтов. Из их исследования следовало, что «Доппельгангер» работал по меньшей мере с мая 2022 года. В дальнейшем её существование и методы подтвердили другие исследователи из частных, государственных негосударственных структур. После разоблачения «Доппельгангера», ряд медиа, включая Le Monde, Süddeutsche Zeitung и 20 minutes, обратились в суды с исками о незаконном присвоении имени.
В 2024 году Федеральное министерство внутренних дел и родины Германии совместно МИДом и Минюстом создали новое подразделение для противодействия кампаниям по дезинформации подобным «Доппельгангеру»
В 2025 году кампания продолжала набирать обороты, используя новые методы дезинформации и распространяясь на всё большее количество платформ, вроде Bluesky.

### Организаторы
К «Доппельгангеру» причастны российские компании «Национальные технологии» (дочерняя структура Ростеха), «Агентство социального проектирования» (обслуживающее российские власти и госкомпании) и ГК «Структура», которая зарегистрирована по тому же адресу, что и АСП. Утечка документов «Агентства социального проектирования» в 2024 году подтвердила, что организация курировала производство контента для «Доппельгангера» с целью разжигания ненависти и вражды. Предположительно, с кампанией также связана группа хакеров APT28 при ГРУ, поскольку на сайтах фальшивы медиа использовался тот же код, что и в ходе более ранних фишинговых атак на украинские госструктуры.
С конца июля 2023 года «Агентство социального проектирования», «Структура», «Национальные технологии» и связанные с ними физические лица находятся под санкциями Европейского союза.
Журналисты нашли доказательство связи «Доппельгангера» с российским правительством, стало известно, что один из IP-адресов, использовавшихся участниками пропагандистской деятельности, связывался с сотрудником Главного управления связи государственного центра обработки информации Минобороны России, а сам IP-адрес относится к сети АО «Воентелеком» — виртуальному мобильному оператору, созданному t2 совместно с Министерством обороны РФ.

## Темы

### В Украине
Фальшивые сайты украинских медиа распространяли сообщения о слабости ВСУ, политической нестабильности в Украине и деградации отношений с западными союзниками

### В ЕС
Основным направлением работы «Доппельгангера» в ЕС было продвижение нарративов российской пропаганды о вреде поддержки Украины для стран Европы. В числе тезисов — вред санкций для европейских стран, рост преступности и распространение болезней из-за украинских беженцев, русофобия, коррупция в Украине, продажа поставленного союзниками оружия на чёрном рынке и пр. При этом учитывался национальный контекст: так, дезинформация для франкоязычных читателей преимущественно фокусировалась на теме миграции, а фальшивые новости на немецком затрагивали темы энергетики и климата. Также сайты «Доппельгангера» продвигали ложные утверждения о непричастности России к военным преступлениям, таким как резня в Буче.
Среди частных примеров работы «Доппельгангера» фальшивый сайт МИД Франции с сообщением о вводе транзакционного налога, который якобы пойдёт на военную помощь Украине; поддельный Le Monde, на страницах которого французские власти якобы поддерживают убийства российских солдат; или ненастоящий Parisian с материалом о том, что из-за напряжённости на Ближнем Востоке военная помощь будет перенаправлена из Украины в Израиль.
Вскоре после террористической атаки боевиков ХАМАС в октябре 2023 года «Доппельгангер» начал распространять антисемитские и антиисламские сообщения. В конце октября 2023 года в рамках кампании были опубликованы фотографии звёзд Давида, нанесённых на стены домов в Париже подобно тому, как дома евреев и места размещения еврейского бизнеса помечали во время Холокоста. Французские правоохранительные органы быстро выяснили, что граффити наносили две семейные пары из Молдовы по заказу местного пророссийского политика. Во время вылазок за ними следовал специальный фотограф, снимки которого быстро появлялись на сайтах «Доппельгангера», а затем в российских СМИ. Как выяснила французская служба по борьбе с иностранным вмешательством в цифровой среде VIGINUM, в этой операции было задействовано более 1000 ботов из сети «Доппельгангера».
Накануне Олимпийских игр в Париже летом 2024 года «Доппельгангер» начал распространять заявление, якобы выпущенное турецкой националистической группировкой «Серые волки» которая угрожала повторением теракта на Олимпиаде в Мюнхене в 1972 году, когда погибли 17 евреев, в т.ч. 11 членов олимпийской сборной Израиля. Также «Доппельгангер» распространял граффити с изображением «руки из 1972 года», которая передавала автомат «руке из 2024 года».

### США
На фоне поддержки Украины властями США и военной помощи «Доппельгангер» в мае 2022 — августе 2023 года публиковал тысячи комментариев, разжигающих социальную и расовую вражду. В числе тем, которые подхватывали «боты» — всеобщая бедность, незаконная миграция, рекордная инфляция, остановка экономического роста, потеря рабочих мест белыми американцами, привилегии для цветных и инвалидов, опасность, исходящая от ЛГБТК-людей. Через «Доппельгангер» распространялись комментарии о том, что военная помощь Украине вредит интересам белых американцев, что США будут втянуты в войну с Россией, а американские солдаты будут погибать в Украине, что американские и украинские чиновники расхищают направленную Украине помощь, в то время как многие американцы живут за чертой бедности.

## Результаты
Независимые исследователи отмечали, что, несмотря на масштаб и потраченные ресурсы, работа «Доппельгангера» не имела заметных результатов. Так, в Recorded Future’s Insikt Group подчёркивали, что исследованные ими в 2023 году публикации почти не достигали сторонних пользователей, а реакции на них ограничивались «накрученными» лайками. В EU DisinfoLab соглашались, что пользователи социальных сетей оказались невосприимчивы к дезинформации и ловили аккаунты «Доппельгангера» на распространении фальшивых новостей. Компания OpenAI, чьи инструменты генеративного искусственного интеллекта использовались для создания материалов «Доппельгангера», подтверждала, что в выявленных ими случаях охват и вовлечение читателей были ничтожными, а немногочисленные комментарии сторонних пользователей сводились к обвинениям в распространении российской пропаганды.